# 바리케이드 (트랜스포머)
트랜스포머 프랜차이즈의 등장인물인 바리케이드 (Barricade)는 디셉티콘 소속 전사이다. 다중우주 설정으로 다른 세계관, 다른 트랜스포머 작품의 바리케이드도 등장하나 다른 인물들이다.

## 상세
트랜스포머 실시영화 세계관에서는 1에서 처음등장한 악당이다. 비클모드는 머스탱이다. 실사판 영화에서는 몸속의 프렌지를 데리고 다닌다 (언뜻 보면 사운드웨이브처럼 숨기고 다닌다)트랜스포머 실사판 3편에서도 잠깐 큐를 죽일때나온다. 그리고 군대쪽에서 총을 사격하자 그의 눈에 맞는다. 그리고 군대쪽에서 빌딩에서 내려오고 군대쪽에서 바리케이드의 발쪽에 이상한 폭파무기를 다리쪽에 심어놓고는 폭파되어 사망한다. 그후로 트랜스포머5(최후의 기사)에서도 부활하여 다시 출연한다. 하지만 초반에는 메가트론과 좀 나오다가 중간에 시가전을 펼칠때 그림록의 꼬리에 밀려나간 후로부터 나오질 않는다. 그 다음에는 스톤헨지에서 잠깐 메가트론,니트로제우스와 함께 포착되고 그 후로부터 등장이 없다.
얼라인드 세계관에서 작품인 트랜스포머: 워 포 사이버트론에서는 플레이캐릭터로 등장한다.